# Vườn quốc gia Guyane
Vườn quốc gia Guyane hay Vườn quốc gia Guyane Amazon (Nguy An, tiếng Pháp: Parc de amazonien Guyane) là một vườn quốc gia của Pháp. Vườn quốc gia bảo vệ một phần của rừng Amazon nằm ở Guyane thuộc Pháp. Đây là vườn quốc gia lớn nhất của Pháp và một trong những vườn quốc gia lớn nhất thế giới. Để đến được đây, không có cách nào khác là phải di chuyển bằng máy bay hoặc thuyền độc mộc.
Các khu vực được bảo vệ có diện tích lên tới 20.300 km vuông (7.840 sq mi) trung tâm và 13.600 km vuông (5.250 sq mi) cho khu vực thứ cấp. Như vậy, vườn quốc gia có tổng diện tích bảo tồn lên tới 33.900 km vuông (13.090 dặm vuông) các khu rừng mưa Amazon.
Nó bao trùm lên đất đai thuộc các xã của Camopi, Maripasoula, Papaïchton, Saint-Élie và Saül.

## Bảo vệ
Trong 20.300 km vuông (7,840 dặm vuông) khu vực trung tâm, mức độ bảo vệ là cực kỳ nghiêm ngặt, và hoạt động khai thác vàng ở đây bị nghiêm cấm. Tuy nhiên, các vùng đất của người Wayanas tại Maripasoula không thuộc khu vực này, mặc dù thực tế rằng những bộ lạc Thổ dân châu Mỹ đã đưa ra một tuyên bố như vậy trước khi vườn quốc gia được hình thành.
Vườn quốc gia này cũng giáp với Vườn quốc gia Tumucumaque có diện tích 38.800 km vuông của nước láng giềng Brazil, cùng với Vườn quốc gia Guyane đại diện cho các khu vực bảo vệ rừng mưa lớn nhất trên toàn thế giới.